# Crapeaumesnil
Crapeaumesnil est une commune française située dans le département de l'Oise en région Hauts-de-France.

## Géographie

### Description

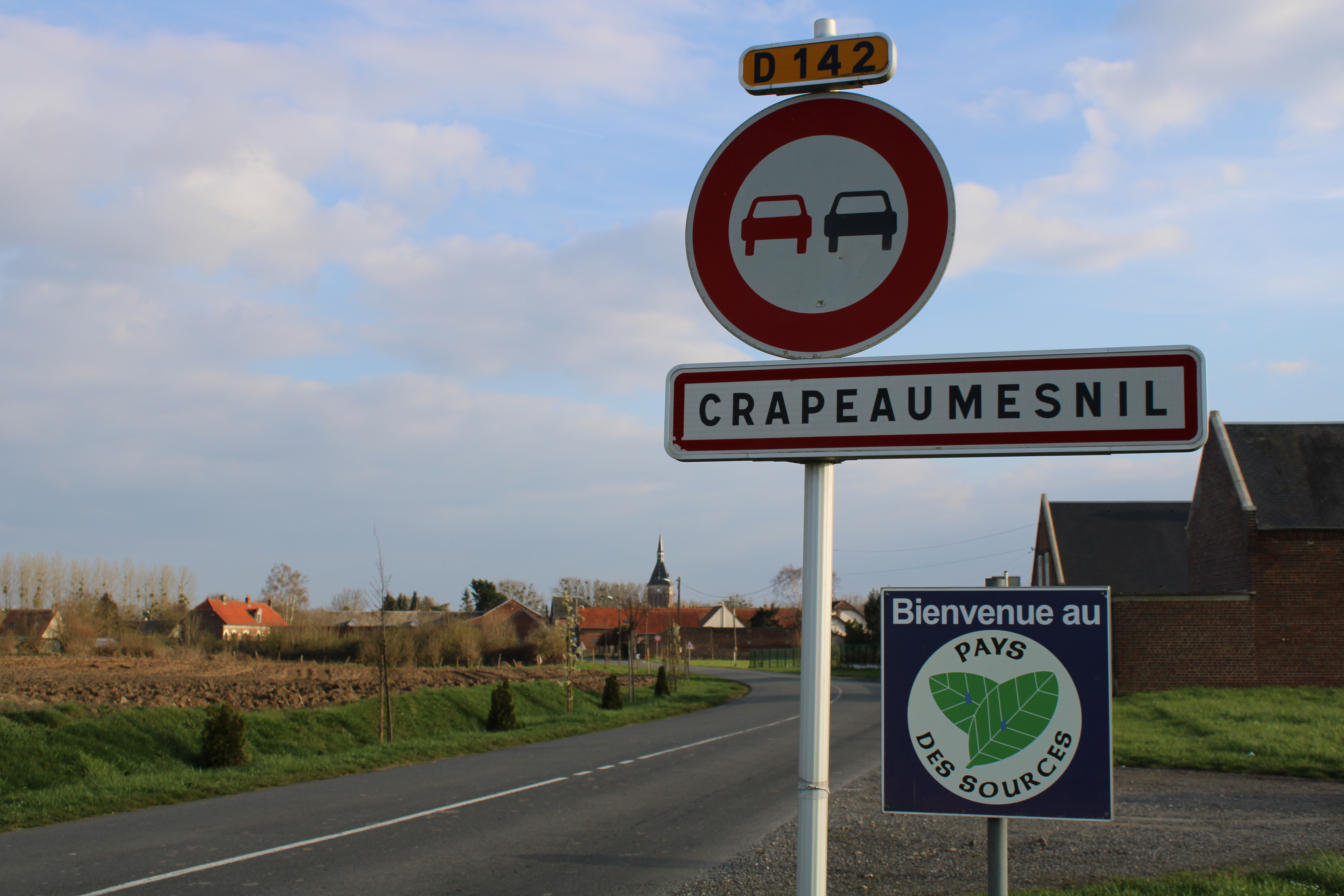
Entrée du village

Crapeaumesnil est un village rural picard situé à l'extrême sud-est de la plaine du Santerre, dans l'Oise et limitrophe de la Somme situé à 7 km au sud de Royen à 16 km au nord-ouest de Noyon, 25 km au nord de Compiègne et 16 km à l'est de Montdidier.
Situé sur la RD 142, qui relie Roye à Lassigny, le village est aisément accessible par les anciennes route nationales RN 17 et RN 334 (actuelles RD 1017 et 934).
En 1850, Louis Graves indique que le territoire communal « très irrégulier, a une enclave considérable dans celui d'Amy. Le sol constitue une plaine de terres fortes qui se lient
sans interruption au pays de Santerre. 
Le village, placé dans la région orientale, forme une seule rue pavée sur l'ancienne route de Flandre. Il n'y a point d'eau, dans
l'étendue du pays ».

### Hydrographie

#### Réseau hydrographique
La commune est située dans le bassin Artois-Picardie. Elle est drainée par l'Avre.
L'Avre, d'une longueur de 66 km, prend sa source dans la commune de Amy, à 81 m d'altitude, et se jette  dans la Somme à Longueau, à 24 m d'altitude, après avoir traversé 31 communes.

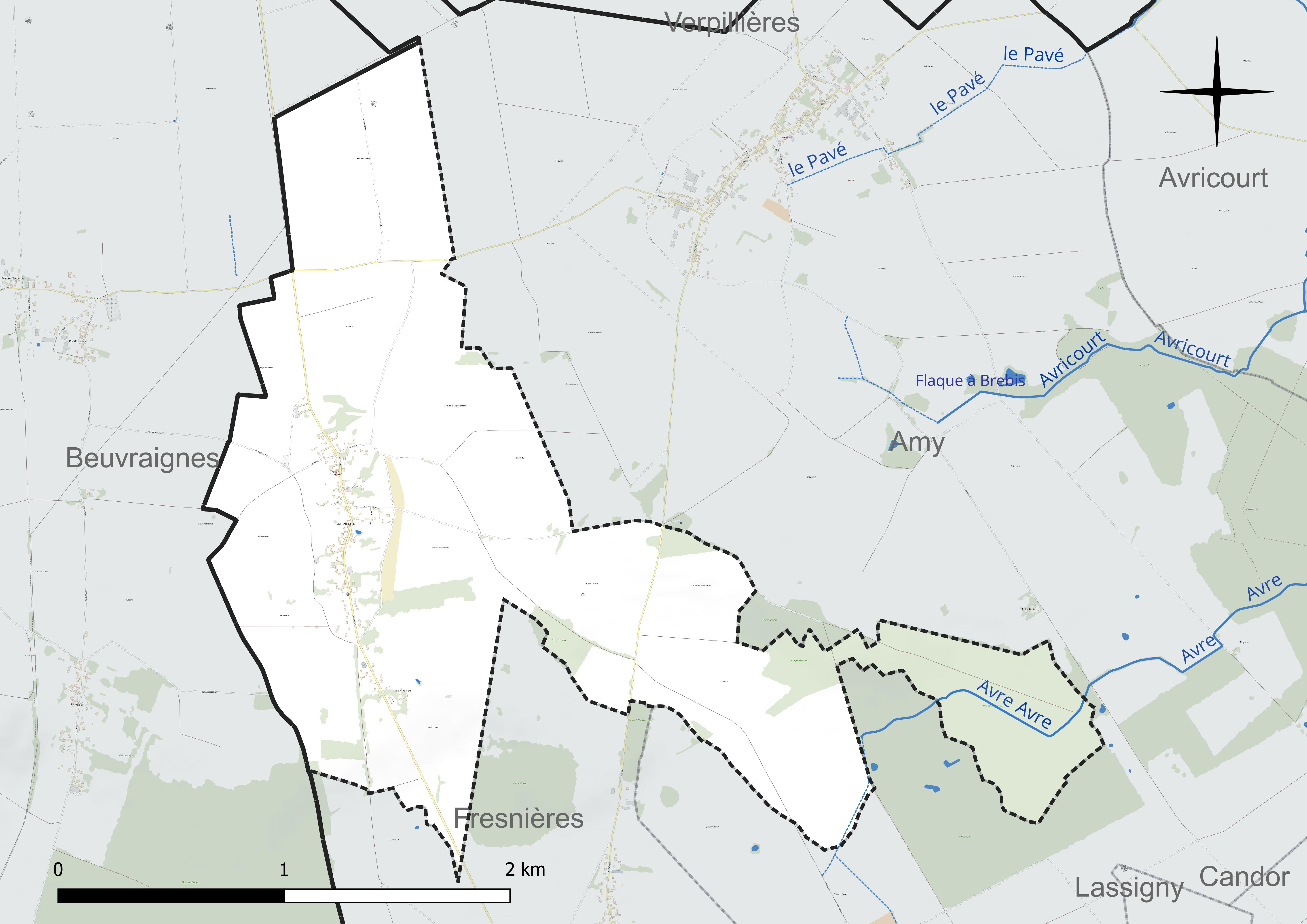
Réseau hydrographique de Crapeaumesnil.

#### Gestion et qualité des eaux
Le territoire communal est couvert par le schéma d'aménagement et de gestion des eaux (SAGE) « Sensée ». Ce document de planification concerne un territoire de 1 835 km2 de superficie, délimité par le bassin versant de la Somme canalisée. Le périmètre a été arrêté le 29 avril 2010 et le SAGE proprement dit a été approuvé le 6 août 2019. La structure porteuse de l'élaboration et de la mise en œuvre est le syndicat mixte d'aménagement hydraulique du bassin versant de la Somme (AMEVA).
La qualité des cours d'eau peut être consultée sur un site dédié géré par les agences de l'eau et l'Agence française pour la biodiversité.

### Climat
Pour des articles plus généraux, voir Climat des Hauts-de-France et Climat de l'Oise.
En 2010, le climat de la commune est de type climat océanique dégradé des plaines du Centre et du Nord, selon une étude du CNRS s'appuyant sur une série de données couvrant la période 1971-2000. En 2020, Météo-France publie une typologie des climats de la France métropolitaine dans laquelle la commune est exposée à un climat océanique et est dans la région climatique Nord-est du bassin Parisien, caractérisée par un ensoleillement médiocre, une pluviométrie moyenne régulièrement répartie au cours de l'année et un hiver froid (3 °C).
Pour la période 1971-2000, la température annuelle moyenne est de 10,5 °C, avec une amplitude thermique annuelle de 14,3 °C. Le cumul annuel moyen de précipitations est de 699 mm, avec 11,5 jours de précipitations en janvier et 8,5 jours en juillet. Pour la période 1991-2020, la température moyenne annuelle observée sur la station météorologique la plus proche, située sur la commune de Rouvroy-en-Santerre à 16 km à vol d'oiseau, est de 10,8 °C et le cumul annuel moyen de précipitations est de 635,8 mm,. Pour l'avenir, les paramètres climatiques de la commune estimés pour 2050 selon différents scénarios d'émission de gaz à effet de serre sont consultables sur un site dédié publié par Météo-France en novembre 2022.

## Urbanisme

### Typologie
Au 1er janvier 2024, Crapeaumesnil est catégorisée commune rurale à habitat dispersé, selon la nouvelle grille communale de densité à sept niveaux définie par l'Insee en 2022.
Elle est située hors unité urbaine. Par ailleurs la commune fait partie de l'aire d'attraction de Compiègne, dont elle est une commune de la couronne,. Cette aire, qui regroupe 101 communes, est catégorisée dans les aires de 50 000 à moins de 200 000 habitants,.

### Occupation des sols
L'occupation des sols de la commune, telle qu'elle ressort de la base de données européenne d'occupation biophysique des sols Corine Land Cover (CLC), est marquée par l'importance des territoires agricoles (81,2 % en 2018), une proportion identique à celle de 1990 (81,2 %). La répartition détaillée en 2018 est la suivante : 
terres arables (71 %), forêts (11,2 %), prairies (10,3 %), zones urbanisées (7,6 %). L'évolution de l'occupation des sols de la commune et de ses infrastructures peut être observée sur les différentes représentations cartographiques du territoire : la carte de Cassini (XVIIIe siècle), la carte d'état-major (1820-1866) et les cartes ou photos aériennes de l'IGN pour la période actuelle (1950 à aujourd'hui).

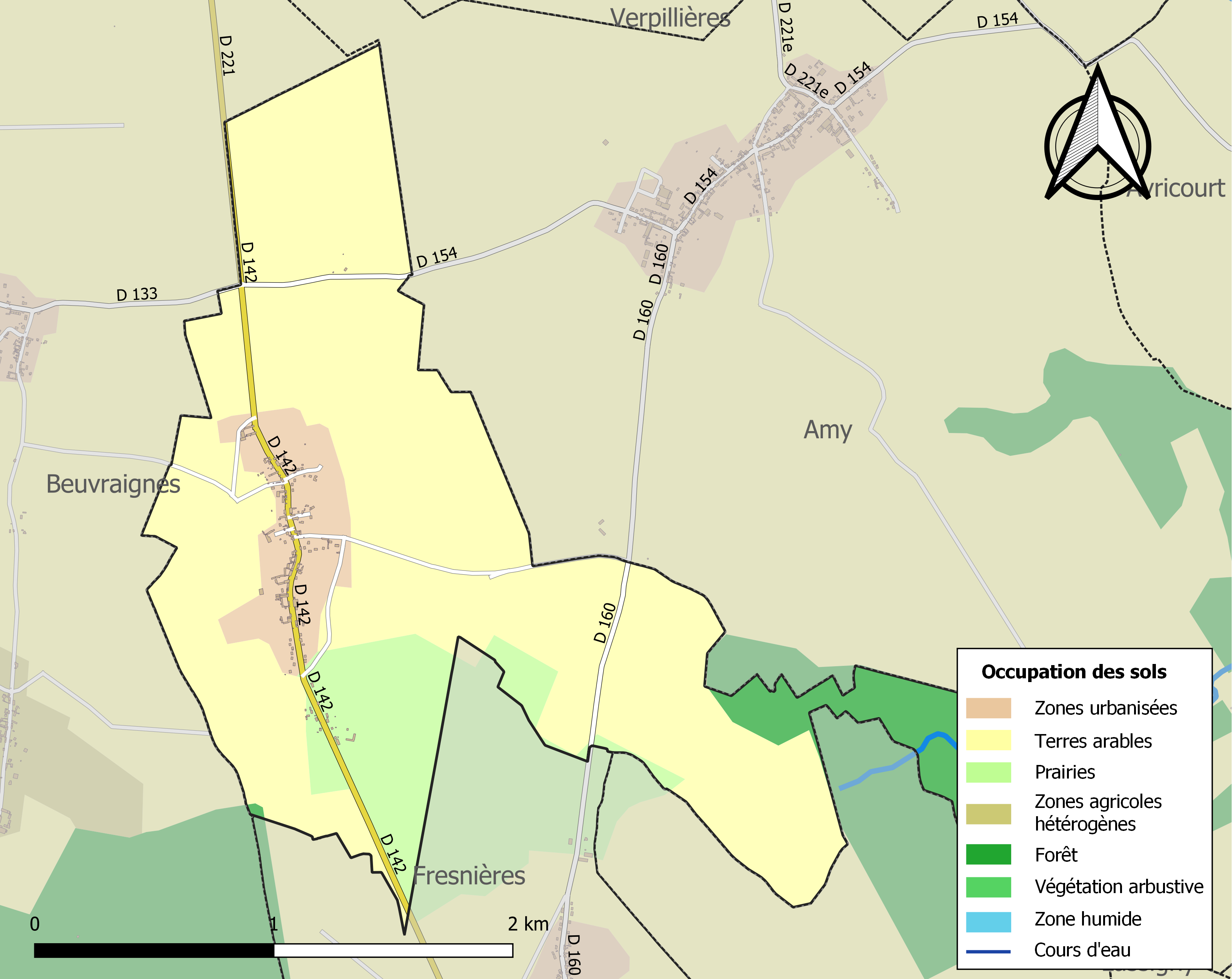
Carte des infrastructures et de l'occupation des sols de la commune en 2018 (CLC).

### Habitat et logement
En 2018, le nombre total de logements dans la commune était de 88, alors qu'il était de 88 en 2013 et de 71 en 2008.
Parmi ces logements, 86,2 % étaient des résidences principales, 5,8 % des résidences secondaires et 8,1 % des logements vacants. Ces logements étaient pour 100 % d'entre eux des maisons individuelles et pour 0 % des appartements.
Le tableau ci-dessous présente la typologie des logements à Crapeaumesnil en 2018 en comparaison avec celle de l'Oise et de la France entière. Une caractéristique marquante du parc de logements est ainsi une proportion de résidences secondaires et logements occasionnels (5,8 %) supérieure à celle du département (2,5 %) et à celle de la France entière (9,7 %). Concernant le statut d'occupation de ces logements, 90,7 % des habitants de la commune sont propriétaires de leur logement (91 % en 2013), contre 61,4 % pour l'Oise et 57,5 pour la France entière.
| Typologie                                               | Crapeaumesnil | Oise | France entière |
| ------------------------------------------------------- | ------------- | ---- | -------------- |
| Résidences principales (en %)                           | 86,2          | 90,4 | 82,1           |
| Résidences secondaires et logements occasionnels (en %) | 5,8           | 2,5  | 9,7            |
| Logements vacants (en %)                                | 8,1           | 7,1  | 8,2            |

### Voies de communication et transports
La commune est desservie, en 2023, par les lignes 655, 674 et 6307 du réseau interurbain de l'Oise.

## Toponymie
La localité a été désignée comme Crapaumesnil, Capauménit, Craspeau-Mesnil, Crapeaumoinil, Crapau-Mesnil , Crapeauménil , Crapau-Menil (Crapomansionile, dans les titres ecclésiastiques).
Mesnil, élément de toponyme très usité dans la France septentrionale et en Belgique, mesnil désignait jusqu'à l'Ancien Régime un domaine rural. À partir du gallo-roman MASIONILE, forme altérée du bas latin mansionile (diminutif du latin mansio « gîte-relais situé le long d'une voie romaine »), la langue d'oïl a produit maisnil.

## Histoire

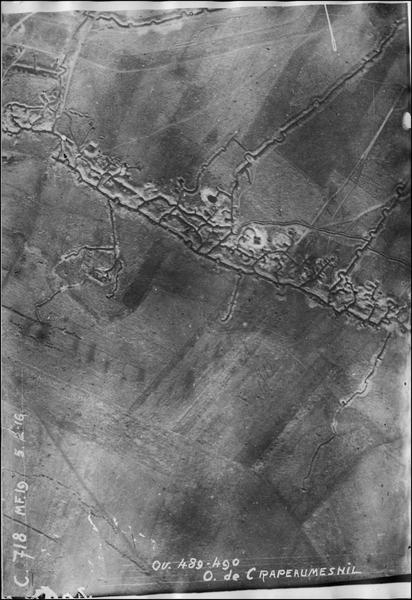
Photographie aérienne : ouest de Crapeaumesnil en 1916, pendant la Première Guerre mondiale.

Sous l'Ancien Régime, Crapeaumesnil dépendait de la seigneurie d'Amy.
Un Hôtel-Dieu, qui  avait succédé à un établissement de Templiers dans le hameau du Tronquoy. Ce hameau a disparu pendant les guerres du XVIIe siècle].
En 1850, La population est composée en  majeure partie de bûcherons. On compte alors un moulin à vent situé au nord du village.

### Première Guerre mondiale
Au début de la guerre, pendant la course à la mer de 1914, « des combats particulièrement meurtriers se produisent entre Beuvraignes et Fresnières. Entre les deux, les Allemands s'emparent de Crapeaumesnil le 1er octobre 1914. Ensuite, pendant une semaine, ils s'acharnent en vain à conquérir le bois des Loges, au sud de la commune, ce qui leur aurait permis de mieux dégager la route de Roye. Les positions défendues lors de ces attaques par des soldats français des 16e et 98e R.I. resteront ensuite pratiquement inchangées jusqu'au repli allemand de la mi-mars 1917 » lors de l'Opération Alberich. Une partie de ses habitants étant demeurée sur place, les hommes en âge de se battre sont faits prisonniers et déportés en Allemagne au début de l'occupation allemande. Après la retraite allemande de 1917, La commune redevient française pendant une année mais demeure en zone avancée sous contrôle militaire strict
Le Bois des Loges est à nouveau l'objet de combats le 16 août 1918 lorsque les Allemands défendent âprement le site. La commune est libérée le 23 août 1918 mais n'est plus que ruines à la suite des bombardements
Le village, situé sur la ligne de front dite Ligne rouge, est donc considéré comme détruit à la fin de la Première Guerre mondiale et a  été décoré de la Croix de guerre 1914-1918, le 15 février 1921.

## Politique et administration

### Rattachements administratifs et électoraux

#### Rattachements administratifs
La commune se trouve  dans l'arrondissement de Compiègne du département de l'Oise.
Elle faisait partie depuis 1793 du canton de Lassigny. Dans le cadre du redécoupage cantonal de 2014 en France, cette circonscription administrative territoriale a disparu, et le canton n'est plus qu'une circonscription électorale.

#### Rattachements électoraux
Pour les élections départementales, la commune fait partie depuis 2014 du canton de Thourotte
Pour l'élection des députés, elle fait partie de la sixième circonscription de l'Oise.

### Intercommunalité
Crapeaumesnil est membre de la communauté de communes du Pays des Sources, un établissement public de coopération intercommunale (EPCI) à fiscalité propre créé en 1997 et auquel la commune a transféré un certain nombre de ses compétences, dans les conditions déterminées par le code général des collectivités territoriales.

### Liste des maires
| Période                                  | Période                       | Identité           | Étiquette | Qualité              |
| ---------------------------------------- | ----------------------------- | ------------------ | --------- | -------------------- |
| Les données manquantes sont à compléter. |                               |                    |           |                      |
| mars 2001                                | mars 2008                     | Hubert Detavernier |           |                      |
| mars 2008                                | juillet 2020                  | Guy Grimal         |           | Retraité             |
| 2020                                     | En cours (au 2 décembre 2021) | Michel Carpentier  |           | Agriculteur retraité |

## Population et société

### Démographie

#### Évolution démographique
L'évolution du nombre d'habitants est connue à travers les recensements de la population effectués dans la commune depuis 1793. Pour les communes de moins de 10 000 habitants, une enquête de recensement portant sur toute la population est réalisée tous les cinq ans, les populations de référence des années intermédiaires étant quant à elles estimées par interpolation ou extrapolation. Pour la commune, le premier recensement exhaustif entrant dans le cadre du nouveau dispositif a été réalisé en 2007.

En 2022, la commune comptait 220 habitants, en évolution de +9,45 % par rapport à 2016 (Oise : +0,87 %, France hors Mayotte : +2,11 %).
| 1793 | 1800 | 1806 | 1821 | 1831 | 1836 | 1841 | 1846 | 1851 |
| ---- | ---- | ---- | ---- | ---- | ---- | ---- | ---- | ---- |
| 206  | 180  | 230  | 199  | 210  | 213  | 193  | 204  | 208  |

| 1856 | 1861 | 1866 | 1872 | 1876 | 1881 | 1886 | 1891 | 1896 |
| ---- | ---- | ---- | ---- | ---- | ---- | ---- | ---- | ---- |
| 211  | 179  | 175  | 174  | 167  | 169  | 169  | 156  | 152  |

| 1901 | 1906 | 1911 | 1921 | 1926 | 1931 | 1936 | 1946 | 1954 |
| ---- | ---- | ---- | ---- | ---- | ---- | ---- | ---- | ---- |
| 154  | 163  | 156  | 81   | 112  | 106  | 110  | 54   | 98   |

| 1962 | 1968 | 1975 | 1982 | 1990 | 1999 | 2006 | 2007 | 2012 |
| ---- | ---- | ---- | ---- | ---- | ---- | ---- | ---- | ---- |
| 110  | 87   | 86   | 89   | 115  | 130  | 141  | 142  | 180  |

| 2017 | 2022 | - | - | - | - | - | - | - |
| ---- | ---- | - | - | - | - | - | - | - |
| 202  | 220  | - | - | - | - | - | - | - |

#### Pyramide des âges
La population de la commune est relativement jeune.
En 2018, le taux de personnes d'un âge inférieur à 30 ans s'élève à 42,0 %, soit au-dessus de la moyenne départementale (37,3 %). À l'inverse, le taux de personnes d'âge supérieur à 60 ans est de 20,3 % la même année, alors qu'il est de 22,8 % au niveau départemental.
En 2018, la commune comptait 102 hommes pour 102 femmes, soit un taux de 50 % de femmes, légèrement inférieur au taux départemental (51,11 %).
Les pyramides des âges de la commune et du département s'établissent comme suit.
| Hommes | Classe d’âge | Femmes |
| ------ | ------------ | ------ |
| 0,0    | 90 ou +      | 2,0    |
| 3,0    | 75-89 ans    | 5,0    |
| 14,9   | 60-74 ans    | 15,8   |
| 14,9   | 45-59 ans    | 12,9   |
| 25,7   | 30-44 ans    | 21,8   |
| 14,9   | 15-29 ans    | 15,8   |
| 26,7   | 0-14 ans     | 26,7   |

| Hommes | Classe d’âge | Femmes |
| ------ | ------------ | ------ |
| 0,5    | 90 ou +      | 1,4    |
| 5,5    | 75-89 ans    | 7,6    |
| 15,6   | 60-74 ans    | 16,3   |
| 20,8   | 45-59 ans    | 20     |
| 19,4   | 30-44 ans    | 19,4   |
| 17,6   | 15-29 ans    | 16,2   |
| 20,6   | 0-14 ans     | 19,1   |

## Lieux et monuments

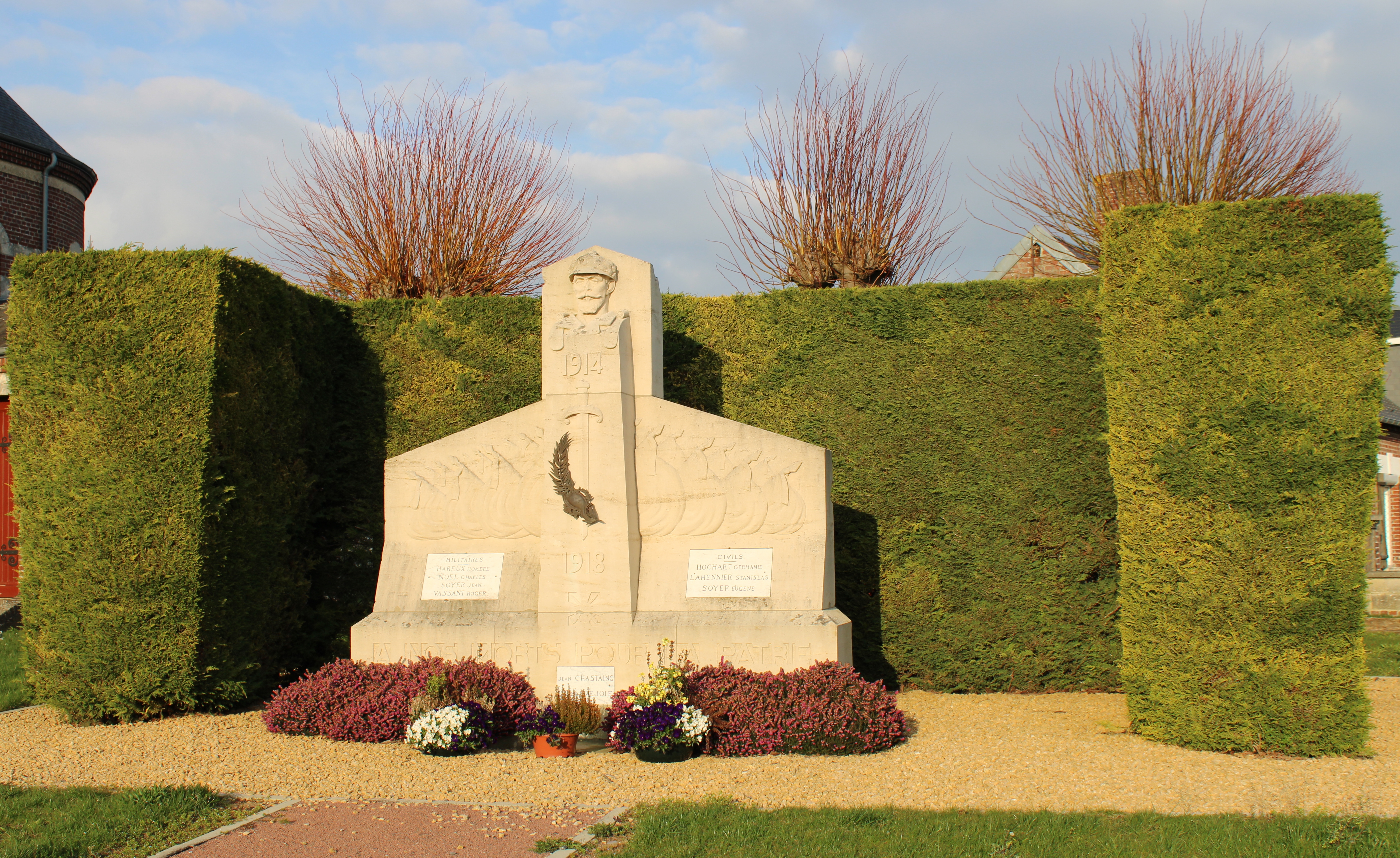
Le monument aux morts.

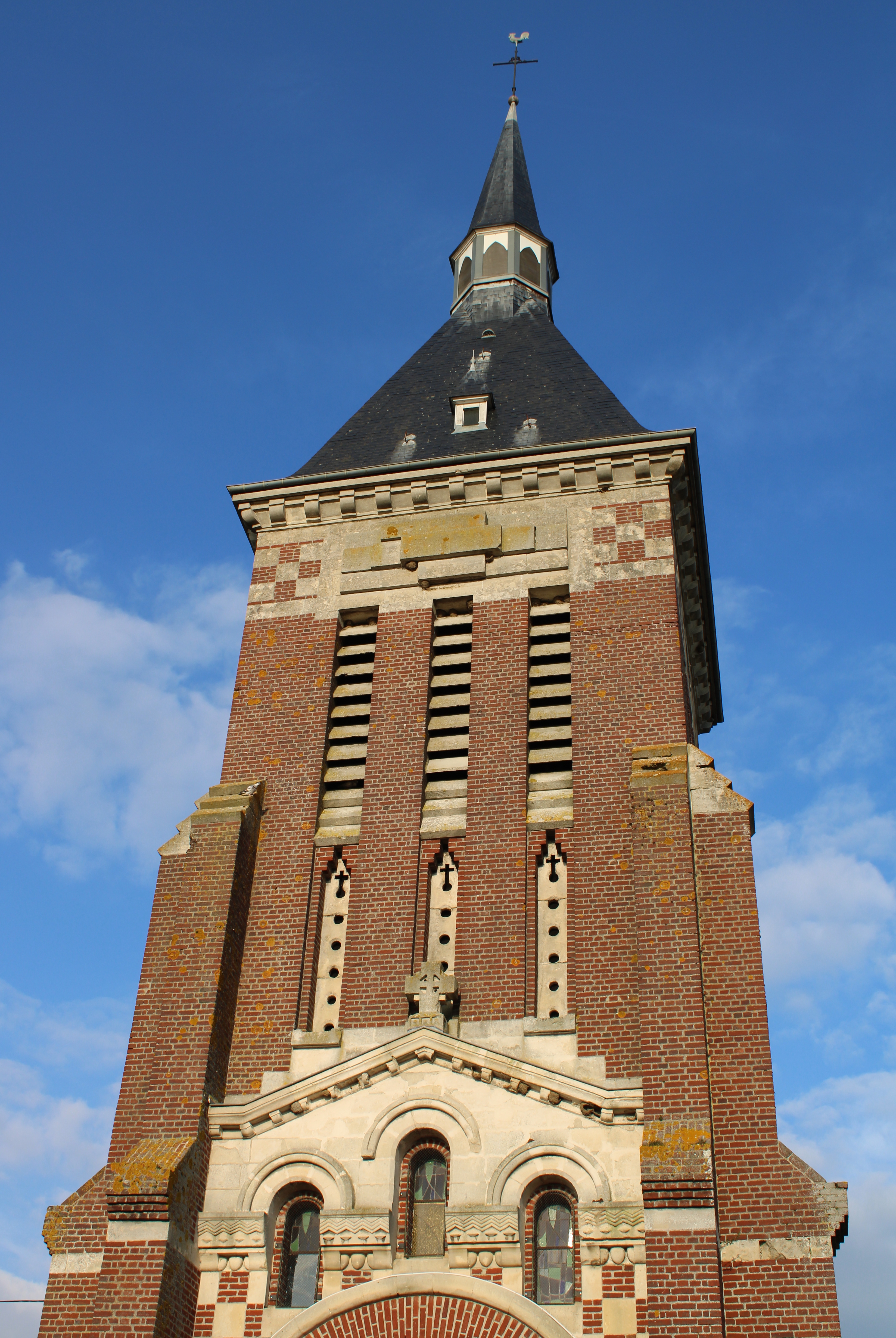
Le clocher de l'église.

- L'ancienne église de l'Assomption Notre-Dame a été totalement détruite durant la Première Guerre mondiale
Elle a été reconstruite sur les plans de l'architecte suisse Albert Montant et consacrée en 1928. Bâtie en briques avec quelques éléments en pierre, elle contient de nombreuses références à l'architecture romane. L'église est constituée  d'un clocher porche, d'une nef unique et un chœur avec bas-côtés, terminé par une abside encadrée par deux absidioles, chaque partie ayant son caractère propre.
La nef est ornée de six vitraux réalisés par  Blanchet-Lesage en 1959 et  ayant pour thème la Foi, la Charité, l'Espérance, la Prudence, la Justice et la Force[30].

- Monument aux morts.
- Monument érigé en hommage aux Poilus et au sous-lieutenant Chapelant[17].
- Chemin commémoratif piétonnier des combats de la Première Guerre mondiale, long de 6 km et doté de plusieurs panneaux d'interprétation[31]

- Crapeaumesnil se trouve à l'origine de la « ligne rouge », un itiléraire commémoratif routier lonf de 45 km qui fait passer dans divers lieux de cette ligne de front jusqu'à Vic-sur-Aisne[32].

## Personnalités liées à la commune
- Sous-lieutenant Chapelant, blessé et fusillé pour l'exemple sur son brancard le 11 octobre 1914. Il a été réhabilité par le ministre délégué aux anciens combattants en novembre 2012[17].